# Carlo Menon
Carlo Menon (Roncade, 5 agosto 1858 – Treviso, 30 aprile 1924) è stato un imprenditore italiano.
Carlo Menon fu un fabbro ferraio, figlio di Luigi Menon (1822-1891) e Tommasa Schiavon (1821-1899).
Carlo Menon fu il fondatore della "Ditta Carlo Menon", officina di fabbro ferraio e di velocipedi in acciaio su commissione, che nacque nel 1875 nel centro di Roncade (Provincia di Treviso).

## Biografia
Giovanissimo intraprese l'occupazione di garzone di un fabbro ferraio e cominciò ad interessarsi di meccanica applicata alla siderurgia e ai metalli. Apprese anche i principi della cromatura dei metalli per dare loro maggiore resistenza e protezione dall'ossidazione. A soli diciassette anni decise di mettersi in proprio, fondando la ditta. Agli inizi si specializzò come armaiolo, confezionando i precisi meccanismi dei fucili da caccia.
Dal 1875 si interessa alla costruzione dei velocipedi. I primi avevano ruote in legno, costruite dal falegname Fausto Vianello, ma Carlo le dotò di cerchiatura in metallo. Via via vennero sostituite le parti in legno con parti in ferro e acciaio. Passò quindi alla costruzione di bicicli e biciclette con ruote gommate piene e le adattò a tutti i possibili utenti e acquirenti: uomo, donna, ragazzo e corridori ciclisti per il "Veloce club roncadese", sodalizio sportivo che si presentò a diverse competizioni regionali e nazionali.
Dal 1890, affermata già la produzione delle biciclette, Carlo,in società con l'ingegnere milanese Cervasoni,  si dedicò al sogno del volo progettando un velivolo leggero: alcuni tentativi di prototipo però non portarono risultati apprezzabili e il progetto viene abbandonato per mancanza di risorse economiche per lo sviluppo. In seguito i fratelli Wright fecero volare il primo prototipo di aereo il 17 dicembre 1903 nella Carolina del Nord.
Il fallimento del sogno aereo non spense l'ingegno e così Carlo si dedicò al progetto di una carrozza mossa da motore a scoppio. Nel 1895 il progetto divenne realtà e una quadriciclo a motore mosse i primi passi tra gli incuriositi e scandalizzati del paese di Roncade. Impiegò un motore francese da 2,5 HP, e la vetturetta venne chiamata "carrozza senza cavalli", anche nota come "vetturetta". 
Passo dopo passo risolse in modo autonomo i problemi dello sviluppo del mezzo: accensione, raffreddamento, cambio, frizione e differenziale. Grazie all'esperienza maturata nel campo delle biciclette, e di lì a poco anche delle motociclette, Carlo realizzò ruote in acciaio con raggi, con pneumatici forniti dalla Pirelli.
In quegli anni Carlo Menon enucleò tre principi fondamentali della sua filosofia aziendale: in primis i mezzi Menon dovevano essere leggeri, resistenti ed economici; in secondo luogo le vetturette, ed in particolare quelle con ruote eguali e differenziale, per manovrabilità e sicurezza potevano essere guidate anche da ragazzi per semplicità d'uso; infine i mezzi a motore a scoppio potevano utilizzare come combustibili l'alcool, al posto della benzina, al tempo di importazione estera, costosa e particolarmente impura a quel tempo.
La produzione di automobili si concluse nel 1902 con la messa in strada complessiva di una ventina di veicoli.
Dopo l'improvvisa morte di Carlo, la sua ditta proseguì l'attività per decenni, lavorando anche per conto delle ferrovie e dell'esercito (durante il secondo conflitto mondiale).
Gli eredi, in ideale continuità con l'operato del proprio avo, hanno fondato, nel 1971, la Titanium S.r.l., azienda specializzata in particolari motoristici inerenti alla distribuzione e in particolar modo nella produzione di valvole per motori da competizione.
Una delle ultime "vetturette" prodotte nel 1902 con motore da 3,5 HP, partecipò nel 1962 alla classica gara inglese Londra-Brighton per auto d’epoca, forse una tra le prime autovetture italiane a partecipare. La stessa vettura nel 1966 è stata utilizzata nel film western all’italiana “I due figli di Ringo”, con Franco Franchi e Ciccio Ingrassia.